# БК-1000
БК-1000 — башенный подъёмный кран, самоходный, на рельсовом ходу, полноповоротный, предназначен для возведения промышленных зданий и сооружений (методом укрупнённого монтажа) при промышленном, энергетическом и гидротехническом строительстве с массой монтируемых элементов на основном подъёме до 63 т, а на вспомогательном — 12,5 т (постоянна на всех вылетах), относится к кранам 8-й размерной группы.

## История создания

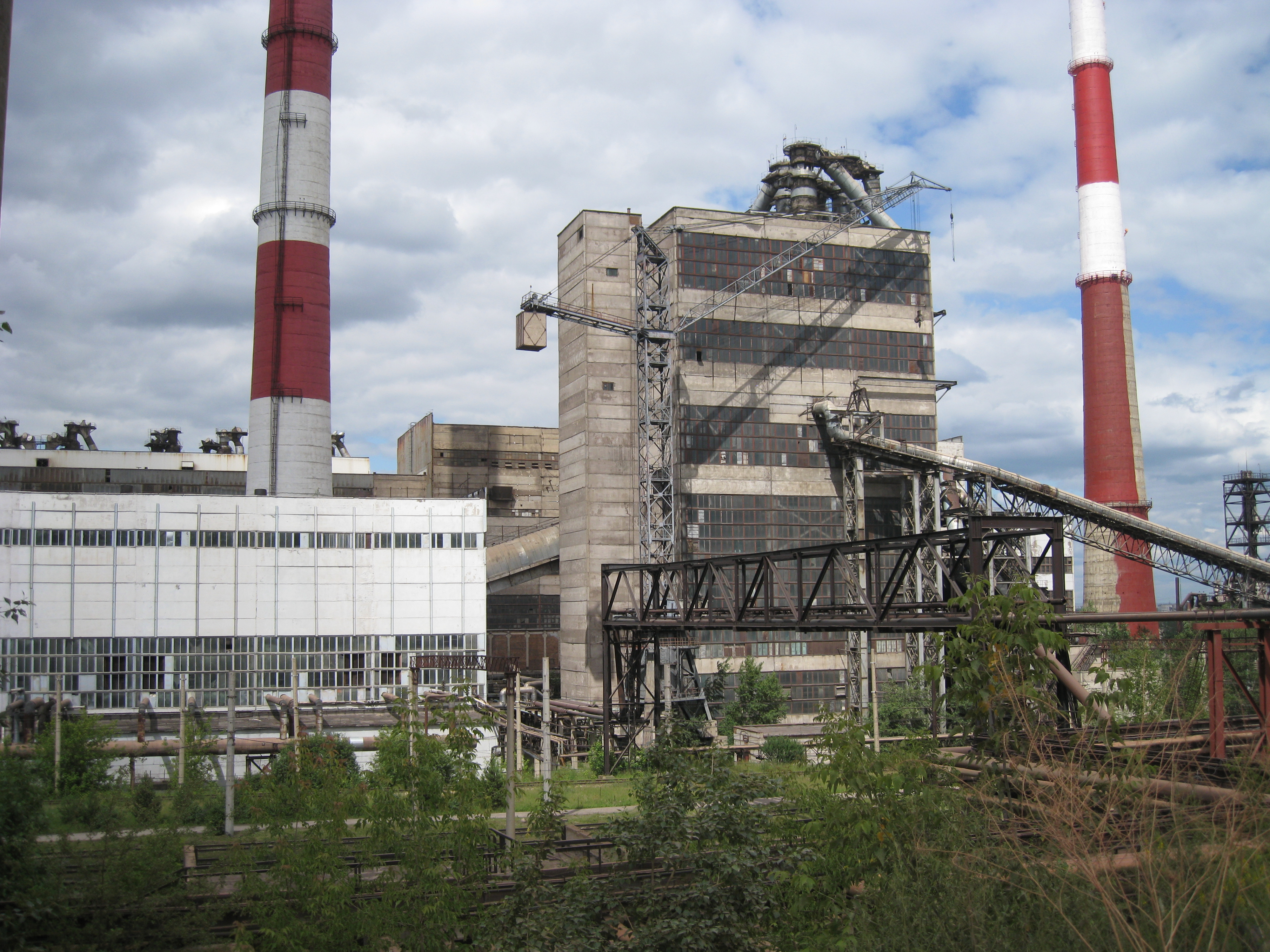
БК-1000 на Красноярской ТЭЦ-2

Кран основного исполнения (БК-1000) был создан на основе опыта разработки и эксплуатации тяжёлых монтажных башенных кранов БК-900 и БК-1425. Принципиальная схема и узлы БК-1000 разработаны главным конструктором проектного института "Промстальконструкция", лауреатом Сталинской премии И.Б. Гитманом. Изготовлялся с 1961 года на ЗЭМЗ Минэнерго СССР. Первые краны БК-1000 имели грузоподъёмность на основном подъёме 50 т. Кроме того, краны выпускались предприятиями Минмонтажспецстроя СССР. Кран поставлялся на экспорт, в том числе в страны Западной Европы.
В настоящее время заменён в производстве модификацией БК-1000Б.

## Описание
Перемещение крана осуществляется по двухниточным рельсовым путям при помощи трёх шестиколёсных ходовых тележек — без перерывов в работе (в том числе по криволинейным участкам). Для перебазировки на другие объекты строительной площадки, кран перегоняется путём разворота ходовых тележек.
Краны всех исполнений управляются (как при работе, так и при проведении испытаний, а также на этапе монтажа) с пульта из кабины управления.
Питание крана осуществляется от сети переменного тока 380 В частотой 50 Гц, с мощностью трансформатора не менее 200 кВт.

## Технические характеристики
Характеристики крана приведены в карточке.

## Конструкция
Поворотная часть БК-1000 установлена внутрь портала, позволяющего пропускать железнодорожные составы. Поворотная часть крана состоит из следующих конструктивных элементов:
- Башня прямоугольного сечения (с оголовком).
- Стрела.
- Гусёк-удлинитель.
- Противовесная консоль с установленными на ней механизмами и противовесом.

### Портал
Портал крана — трёхопорная цилиндрическая конструкция, опирающаяся на двухколёсные балансирные ходовые тележки, установленные на двухниточные рельсовые крановые пути. Конструкция портала состоит из цилиндра, опорной диафрагмы и трёх опорных ног с закреплёнными на них балластными плитами. На диафрагме размещены подпятник и цевочное колесо механизма вращения.

### Башня
Восьмисекционная башня опирается на подпятник портала и на горизонтальные опорные катки, установленные в диафрагме секции башни, обкатывающиеся по кольцевому рельсу цилиндра. Башню опоясывает машинное отделение (с кабиной управления), которое вращается вместе с башней. В машинном отделении установлены лебёдки, механизм поворота, а также пускорегулирующая аппаратура.

### Кабина управления
Кабина управления — закрытая, неподвижная, отапливаемая и вентилируемая. Оснащена люком и дверьми с блокировками.

### Рабочая стрела
Основная стрела — подъёмная, шарнирно-сочленённая. Состоит из двух частей — основной и головной (гуська-удлинителя). Каждая из частей снабжена крюковыми подвесками — для основного и вспомогательного подъёма. Вылет изменяется наклоном стрелы при помощи стреловой лебёдки и стрелового полиспаста. Запасовка канатов основного подъёма — четырёхкратная (либо шестикратная), а вспомогательного — двукратная. Кратность полиспаста основного подъёма меняется без перезапасовки каната.

### Крюковые подвески
Крюковые подвески (с однорогими коваными крюками) располагаются на основной стреле и гуське.

## Модификации
Помимо базовой модели, кран имеет ряд исполнений («-А», «-Б», «-В», «-Д», «-П», «−40», «−48», «−60» и др.), которые отличаются как техническими характеристиками, так и отдельными конструктивными элементами.
БК-1000 - базовая модель; грузоподъёмность основного подъёма 50т при вылете 20м, максимальный вылет 45 м (длина стрелы 42,7 м); вспомогательный подъём одноканатный грузоподъёмностью 5т, максимальный вылет 50м.
БК-1000А - создан на основе базовой модели, оснащён автоматически действующими противоугонными захватами, применен гусек увеличенной длины (максимальный вылет вспомогательного подъёма 53 м) с двукратной запасовкой грузового каната и повышенной до 10 т грузоподъёмностью, усилена верхняя секция стрелы, изготовлялся серийно.
БК-1000-60 - кран с уменьшенной высотой башни и длиной стрелы; повышен грузовой момент до 1080 т·м; грузоподъёмность основного подъёма увеличена до 60т, серийно не выпускался.
БК-1000Б - создан на основе БК-1000А; при сохранении геометрических параметров грузоподъёмность повышена до 63т на основном подъёме и 12,5т на вспомогательном; оснащён раздельными лебёдками основного подъёма вместо спаренной; изготовляется серийно по настоящее время.
БК-1000Д - модификация грузоподъёмностью 80т со стрелой, укороченной на одну секцию (длина стрелы 30,8 м), заменен грузовой канат диаметром 30,5 м длиной 1100 м; заменена крюковая подвеска, произведена запасовка грузового каната по новой схеме. Предусмотрены ограничения работы при ветре рабочего и нерабочего состояния, массы груза, с которым допускается передвижение крана. Выпущен в нескольких экземплярах.
БК-1000АД - грузоподъёмностью 90 т на основном подъёме, сохранена стрела длиной 42,7 м, увеличен на две секции оголовок башни при одновременном уменьшении высоты подъёма; заменена крюковая подвеска, произведена запасовка грузового каната по новой схеме. Создан в нескольких экземплярах (в т. ч. путём реконструкции ранее выпущенных кранов).
БК-1000В - специальное исполнение, в целом аналогичное модификации "Д", но с укороченной до 24,78м стрелой, грузоподъёмность 100 т.
БК-1000-40 - кран с увеличенной на одну секцию высотой башни, снята одна из плит противовеса, грузоподъёмность 40 т.
БК-1000-48 - кран с укороченной консолью противовеса; грузоподъёмность ограничена 48т. Выпущен в единственном экземпляре для работы в стеснённых условиях в соответствии с требованиями конкретного объекта.
Также на основе конструкции крана БК-1000 был создан специальный кран для гидротехнического строительства КБСМ-50.

## Монтаж и демонтаж
Сборка крана осуществляется методом последовательной сборки укрупненных узлов и агрегатов. Наращивание производят методом подращивания снизу: очередная секция заводится снизу, состыковывается с башней, а затем монтажной лебёдкой выдвигается вверх. Демонтаж производится в обратной последовательности.

## Происшествия
- 13 июня 2002 года при выгрузке контейнеров из трюма судна, упал установленный у причала башенный кран БК-1000Б. В результате падения смертельно травмирован крановщик. По результатам расследования, установлено, что: кран, не предназначенный для работы в морских портах, не был введён в эксплуатацию — не имел разрешения на пуск от органов Ростехнадзора. В качестве официальных причин аварии были названы: «неисправность ограничителя грузоподъёмности», «несоблюдение машинистом правил и руководства по эксплуатации крана», а также «неудовлетворительная организация производства работ»[9].
- 15 февраля 2005 года на одной из производственных баз, находящихся в Свердловской области при выполнении манёвра по перестановке бульдозера Caterpillar, упал кран БК-1000Б. В результате падения, получили травмы находившиеся в кабине башенного крана машинист и электромонтёр. По результатам расследования, установлен целый ряд нарушений[10].
- 17 ноября 2011 года на территории Братского ЛПК при демонтаже крана упал БК-1000. В результате падения крана были повреждены коммуникации, а также получил травмы различной степени тяжести крановщик БК-1000[11]. 6 декабря были названы официальные причины падения крана — «несоблюдение требований производства работ» и «неисправность ограничителя грузоподъёмности»[12].